# 야스마니 아코스타
야스마니 아코스타 페르난데스(스페인어: Yasmani Acosta Fernández, 1988년 7월 16일~)는 칠레의 레슬링 선수이다. 2020년 하계 올림픽와 2024년 하계 올림픽에 참가했으며 2024년 올림픽 그레코로만형 슈퍼헤비급 경기에서 결승에 진출하며 은메달을 획득했다. 그는 칠레 레슬링 선수 중 최초로 올림픽 메달을 획득했고 최초로 올림픽 결승에 진출했다.